# Летние сны
«Летние сны» — советский художественный фильм режиссёра Виталия Кольцова, снятый по мотивам трилогии Анатолия Софронова «Стряпуха», «Стряпуха замужем», «Павлинка».

## Сюжет
Живут в кубанском селе две пары молодых супругов, но приезд красавицы, новой руководительницы художественной самодеятельности, вносит разлад в семьи. Мужья начинают регулярно ходить на репетиции спектакля, приуроченного к открытию Дворца культуры. И тогда казачки упрашивают сторожа следить за их супругами, но деда частенько одолевает сон, причём, как правило, некстати. Перемешав по-стариковски сновидения с явью, он запутывает своими рассказами окружающих. Невинный флирт в его воображении превращается в похищение с убийством на почве ревности. В дело вмешивается милиция, а Маша находит своё счастье с колхозным поэтом и музыкантом Андреем Пчёлкой.

## В ролях
- Николай Трофимов — дед Слива
- Наталья Фатеева — Павлина Фёдоровна Козанец, председатель колхоза (вокал — Людмила Гурченко)
- Людмила Гурченко — Галина Дмитриевна Сахно, подруга Павлины Козанец
- Виталий Шаповалов — Степан Козанец, муж Павлины
- Анатолий Ведёнкин — Серафим Чайка, муж Галины Сахно
- Галина Федотова — Маша Чебукова, выпускница театрального училища, руководитель колхозной самодеятельности (вокал — Валентина Толкунова)
- Евгений Герасимов — Андрей Пчёлка, гармонист
- Сергей Мартинсон — главный бухгалтер
- Виктор Семёнов — колхозник
- Расми Джабраилов — Попик
- Георгий Бурков — Галушко, капитан милиции
- Ольга Мулина — официантка кафе «Восход»
- Юрий Смирнов — задержанный «Нечайка»
- Всеволод Соболев — старшина милиции
- Елена Зайцева — работница птицефабрики
- Татьяна Зайцева — работница птицефабрики
- Галина Комарова — работница птицефабрики
- Игорь Колодий — Васятка, юный сыщик
- Алексей Зайцев — конферансье (нет в титрах)
- Елена Вольская — дама (нет в титрах)
- Николай Сморчков — зритель (нет в титрах)
- Зоя Исаева — зрительница (нет в титрах)
- Николай Погодин — посетитель кафе «Восход» (нет в титрах)
- Валерий Леонтьев — инспектор ГАИ (нет в титрах)

## Съёмочная группа
- Автор сценария: Анатолий Софронов
- Режиссёр-постановщик: Виталий Кольцов
- Оператор-постановщик: Игорь Мельников
- Художник-постановщик: Константин Степанов
- Композитор: Богдан Троцюк
- Директор картины: Гарри Гуткин.

## Съёмки
Съёмки фильма велись в городе Кореновске.

## Критика
А. Софронов не поскупился на тексты новых, специально для фильма написанных песен, реприз, куплетов; композитор Б. Троцюк написал к ним хорошую, запоминающуюся музыку, молодой режиссер В. Кольцов умело, с большим чувством меры и такта организовал материал в единое целое.— журнал «Спутник кинозрителя», октябрь 1972 года